# Percina austroperca
Percina austroperca és una espècie de peix de la família dels pèrcids i de l'ordre dels perciformes.

## Distribució geogràfica
Es troba a Nord-amèrica: les conques dels rius Escambia i Choctawhatchee al sud d'Alabama i l'oest de Florida

## Estat de conservació
Les seues principals amenaces inclouen la degradació del seu hàbitat a causa de la construcció de preses i embassaments, la contaminació i la sedimentació.